# Central de Movimientos Populares
La Central de Movimientos Populares (en portugués: Central de Movimentos Populares), abreviado CMP, es una organización brasileña de movimientos sociales de izquierda que articula varios movimientos sociales urbanos en sus luchas comunes y generales, como la vivienda, la salud, economía solidaria, derechos de la mujer, entre otros.
Fundada después de una reunión nacional de movimientos sociales en Belo Horizonte en 1993, la CMP es el fruto de un proceso histórico de resistencia por parte de varios movimientos sociales populares combativos para las luchas sociales durante los años 1980, como la defensa del derecho a la ciudad y proyecto democrático brasileño para el país capaz de garantizar una amplia participación social.
A partir de entonces, el CMP comienza a involucrarse en algunas de las principales luchas sociales en Brasil, como el Grito de los Excluidos, campaña nacional y caravanas en defensa de los derechos, manifestaciones contra la implementación de privatización y agenda neoliberal, y marchas para promover el empleo y el desarrollo económico y social.
En los últimos años, también desempeñó un papel importante como una de las organizaciones izquierdistas y sociales involucradas en las protestas contra la destitución de la expresidenta Dilma Rousseff y en el movimiento Lula Libre.